# Антонин Пий
Тит Авре́лий Фу́льв Бойо́ний А́ррий Антони́н Пий, правивший под именем Тит Элий Адриан Антонин, (лат. Titus Aurelius Fulvus Boionius Arrius Antoninus Pius; 19 сентября 86 — 7 марта 161), более известный в римской историографии как Антонин Пий, — римский император, правивший c 10 июля 138 по 7 марта 161 года. Четвёртый из пяти хороших императоров.
Антонин Пий происходил из галльского сенаторского рода. В 120 году он был консулом, затем проконсулом Азии. В 135 году был усыновлён императором Адрианом и стал его преемником. После смерти Адриана Антонин уговорил сенат обожествить Адриана, и поэтому сенаторы прозвали его Пием (то есть «благочестивый», «исполняющий долг в отношении богов и родных»).
Во время правления Антонина Пия Римская империя сохранила свои владения и упрочила границы. По его приказу в Шотландии был построен новый оборонительный вал от залива Ферт-оф-Клайд до залива Ферт-оф-Форт, а также продвинуты и укреплены государственные границы в Германии и Реции. Однако вспыхнувшие в провинциях Британия, Мавретания, Египет и Иудея восстания против римского правления означали скорый конец стабильности. Антонин Пий усыновил своего племянника, Марка Аврелия, женив его на своей дочери Фаустине, и провозгласил императором.
Со 139 года Антонин Пий носил титул «Отец Отечества».

## Жизнь до прихода к власти

### Семья
Будущий император Тит Аврелий Фульв Бойоний Аррий Антонин родился 19 сентября 86 года в ланувийском имении своих родителей к юго-востоку от Рима. Семья его отца, консула 89 года Тита Аврелия Фульва, происходила из города Немаус в провинции Нарбонская Галлия. Дедом Антонина по отцовской линии был двукратный консул и префект Рима Тит Аврелий Фульв. Матерью Антонина была Аррия Фадилла, дочь происходившего из Галлии двукратного консула и друга писателя Плиния Младшего Гнея Аррия Антонина и Бойонии Проциллы. В его честь был назван Антонин.
Между 110 и 115 годами Антонин женился на Аннии Галерии Фаустине Старшей. Фаустина была дочерью двукратного консула Марка Анния Вера и Рупилии Фаустины (сводная сестра римской императрицы Вибии Сабины). Фаустина была известна своей мудростью. Она провела всю свою жизнь в заботе о бедных и оказании помощи обездоленным римлянам.
Фаустина родила Антонину четверых детей — двух сыновей и двух дочерей:
1. Марк Аврелий Фульв Антонин (умер до 138 года). Его могильная надпись была найдена в Мавзолее Адриана в Риме[9].
2. Марк Галерий Аврелий Антонин (умер до 138 года). Его могильная надпись была найдена в Мавзолее Адриана в Риме, а также его имя появляется на греческой императорской монете[9].
3. Аврелия Фадилла (умерла в 135 году) — вышла замуж за консула-суффекта 145 года Луция Ламию Сильвана[9]. В их браке, по всей вероятности, детей не было. Её могильная надпись была обнаружена в Италии.
4. Анния Галерия Фаустина Младшая (между 125 и 130 годом — 175 год) — будущая римская императрица, в 146 году вышла замуж за своего двоюродного брата будущего императора Марка Аврелия[10].

### Карьера

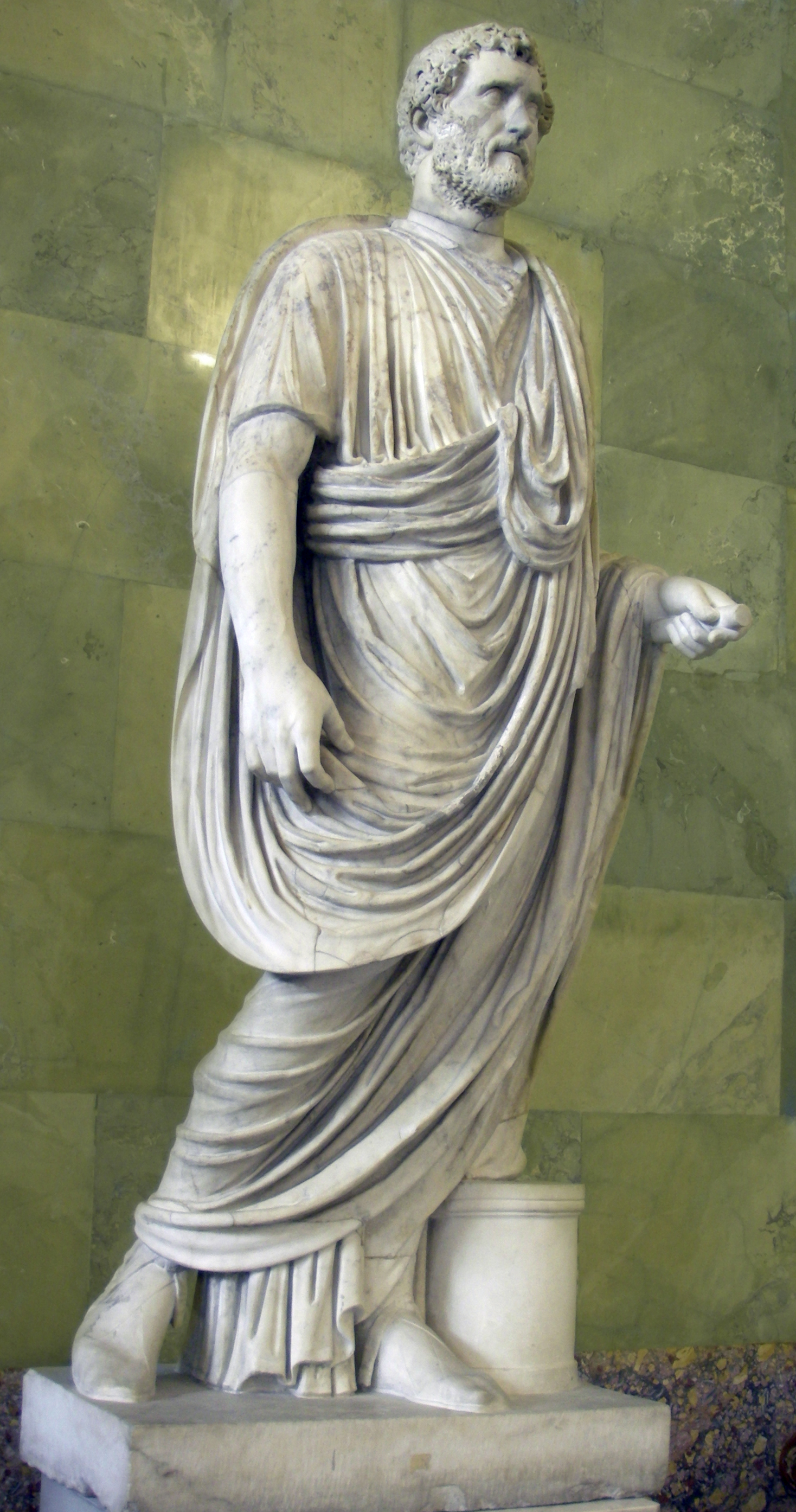
Мраморная статуя Антонина Пия (Эрмитаж)

Антонин был воспитан в Лориуме на Аврелиевой дороге неподалёку от Рима. Кажется, он всегда считал своим родным местом тот город, потому что впоследствии он построил здесь дворец и провёл в нём последние годы жизни. О его жизни до прихода к власти известно немногое. В трёхлетнем возрасте Антонин потерял отца; тогда его мать вышла замуж за консула-суффекта 98 года Публия Юлия Лупа, в браке с которым родились две дочери: Аррия Лупулла и Юлия Фадилла. В детстве Антонина воспитывали оба его деда. Мужскую тогу, свидетельствовавшую о достижении зрелости, Антонин надел в 100 году или в начале 101 года, вероятно, на праздник Либералий в марте 101 года. После этого он, что было естественно для отпрысков знатных фамилий, начал карьеру, так называемый «cursus honorum». Первыми постами, которые занимал Антонин, были, очевидно, посты военного трибуна и вигинтивира . Автор биографии Антонина в «Истории Августов» Юлий Капитолин сообщает, что он занимал должности квестора, во время которой проявил щедрость, претора (назначение на это место он пышно отпраздновал) и ординарного консула. П. фон Роден в Паули-Виссова предполагает следующие даты пребывания на этих постах — 112 год, 117 год и 120 год соответственно. В состав сената Тит вошёл не ранее 111 года.
После своего консульства в 120 году Антонин, в силу своего характера, вышел в отставку и отправился вести спокойную жизнь в загородный дом. Но ему не позволили оставаться долго свободным от должностей. Вскоре император Адриан включил его в состав коллегии из четырёх консуляров, которым поручил управлять италийскими судебными округами, причём свои обязанности Антонин исполнял в таких богатых областях, как Этрурия и Умбрия, где находились императорские имения. Эта должность имела большое значение, особенно во время отсутствия императора в Италии, и, хотя не давала военной власти, являлась высокой наградой для своих владельцев. На неё мог быть назначен только лояльный и заслуживающий доверия человек.
Во время правления Италией, как рассказывает «История Августов», Антонину «было дано знамение ожидавшей его императорской власти». Превосходную репутацию он получил во время управления Азией в звании проконсула между 133 и 136 годами. Существует история, что якобы во время своего проконсульства Тит подрался с известнейшим софистом того времени Геродом Аттиком на горе Ида. По возвращении из провинции Антонин вошёл в состав восстановленного императорского совета. Он всегда выступал сторонником мягких мер при решении каких-либо вопросов. Он приобрёл благосклонность императора Адриана.
Антонин сделал прекрасную карьеру и мог бы уйти в отставку, но события 138 года радикально изменили его будущее. В январе 138 года приёмный сын и наследник императора Луций Элий Цезарь внезапно скончался от болезни. Адриан встретился с сенатом и решил усыновить и объявить наследником Антонина, которому дал время подумать над предложением. Наконец, после длительных размышлений Антонин принял его и 25 февраля был усыновлён Адрианом, получив полномочия трибуна и проконсула. Кроме того, Адриан поставил одним из условий усыновление Антонином Марка Анния Вера и Луция Вера, сына покойного Элия Цезаря, для продолжения династии. В честь Антонина была выпущена серия монет, на которых он именовался Титом Элием Цезарем Антонином. По рассказу Евтропия, после усыновления Антонин раздал своё имущество на жалование воинам и помощь друзьям.

## Правление

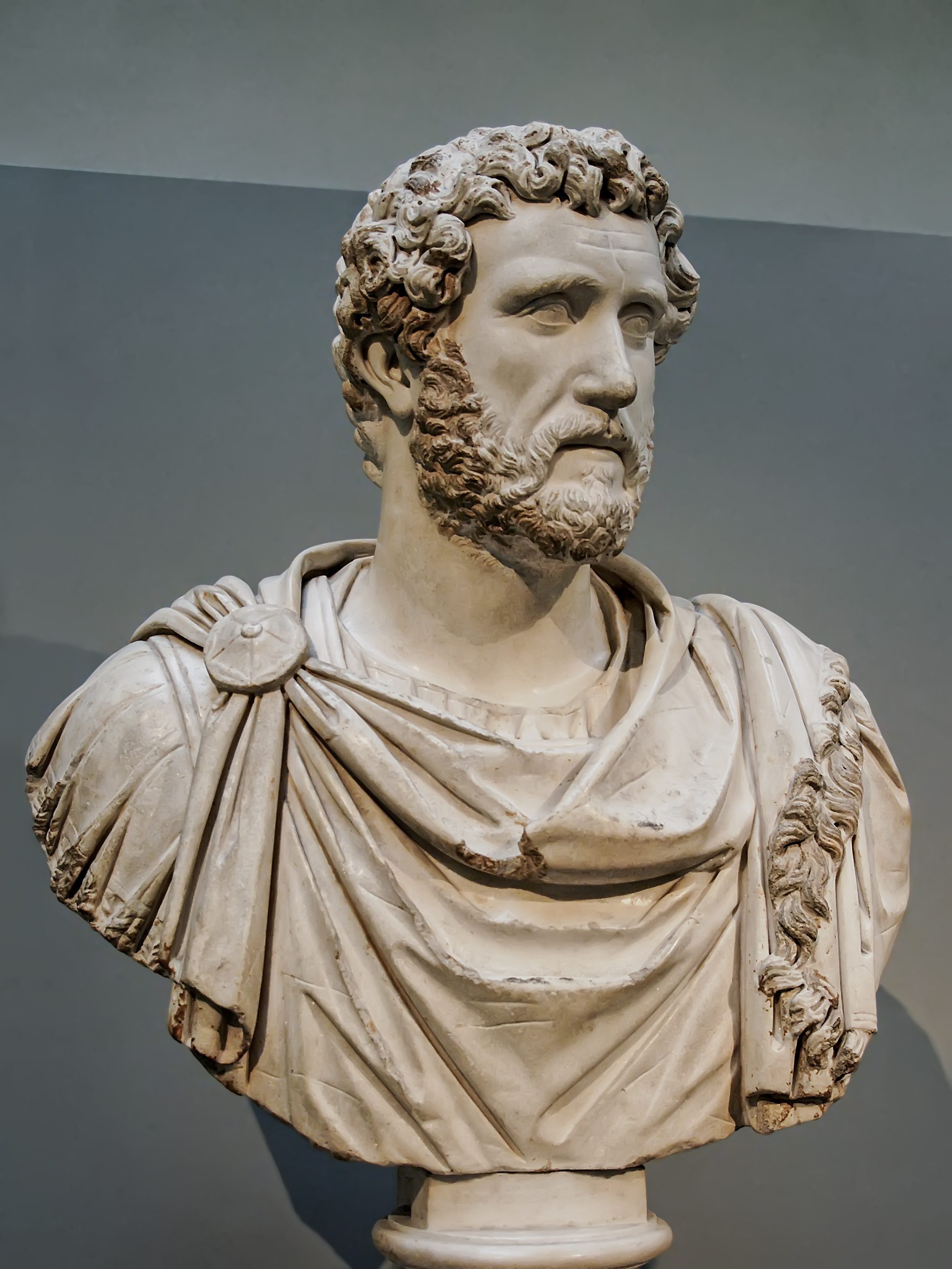
Антонин Пий, около 140 года, Британский музей

Когда Адриан скончался 10 июля 138 года и был захоронен в одноимённом мавзолее, Антонин мирно занял завещанный престол. В последние годы правления Адриан подорвал свой авторитет у сената тем, что урезал его полномочия и некоторых сенаторов казнил, поэтому сенат решил предать покойного императора проклятию памяти. Это, в свою очередь, ставило под сомнение законность власти Антонина. Поэтому его правление началось с некоторых затруднений, поскольку, когда он решил обожествить своего предшественника, сенат оказался против. В конце концов из-за боязни вмешательства армии сенат отступил, но добился отмены непопулярной должности выездных судей, которые действовали на территории самой Италии. В результате за свои усилия император получил прозвище «Пий» (от лат. pius — благочестивый). «История Августов» даёт пять вариантов причин получения прозвища:
1. Антонин на глазах сената протянул руку, чтобы поддержать своего тестя;
2. Он сохранил жизнь всем приговорённым к смерти при Адриане;
3. Император удостоил покойного Адриана различных почестей;
4. Он не допустил, чтобы Адриан покончил жизнь самоубийством;
5. Антонин от природы был очень милосердным[28].

Наиболее общепринята третья версия. В 139 году Антонин Пий, согласно римским обычаям, принял титул «Отца Отечества» (лат. Pater Patriae), хотя он сначала хотел от него отказаться. Однако император отклонил предложение сената переименовать сентябрь в антонин, а октябрь в фаустин — в честь нового императора и его жены. Фаустина Старшая получила от сената титул Августы. Известно, что Антонин Пий всего лишь один раз покидал пределы Италии за всё время своего правления, живя постоянно на своей вилле в Ланувии. Основными принципами его правления были «aequitas, felicitas, fides» («справедливость, счастье, верность»). При нём провинции достигли своего расцвета. Одним из главных достоинств правления Пия было то, что он был легко доступен для всех своих подданных, и во вмешательстве вольноотпущенников для обработки каждого запроса не было никакой необходимости. Известны депутации, которые посылались императору из Тарракона, галльских городов. Были и случаи, когда Антонин Пий разрешал некоторые споры, возникавшие в провинциях. Вот один из примеров: некоторые граждане Фив были в споре с городом Платеи из-за некоторых земель, располагавшихся между городами. Будучи не в состоянии решить этот вопрос самостоятельно, они вынесли его на суд императора, удовлетворившего их просьбу.

### Внутренняя политика

#### Юридическая деятельность

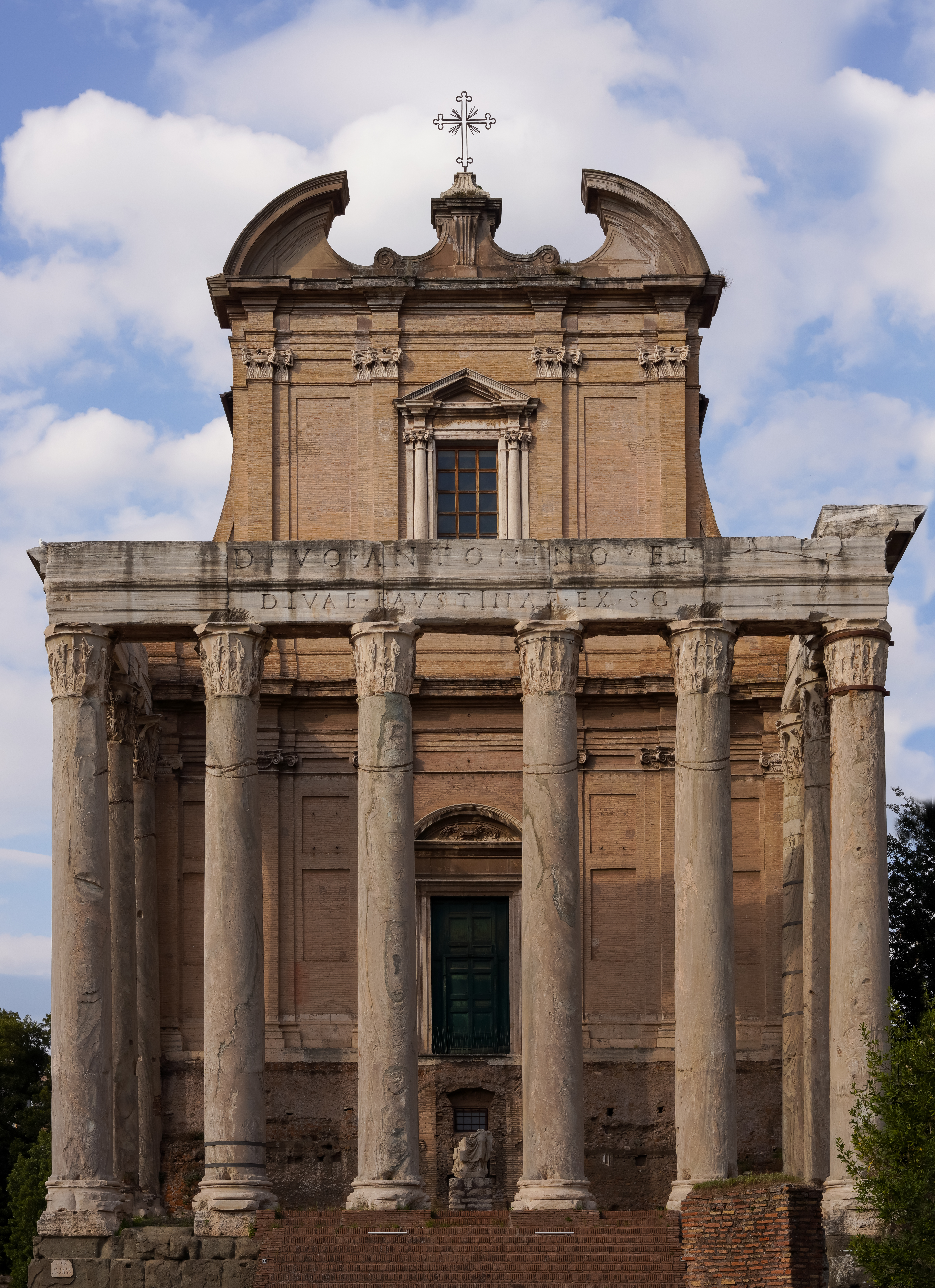
Храм Антонина и Фаустины

Деятельность в юриспруденции, которая ознаменовала правление Антонина Пия, подготовила почву для расцвета римского права в начале III века. В области законоведения императора беспокоила проблема равенства сословий, и в связи с этим он ввёл в римское право много важных новых принципов, основанных на этом понятии. Тут Антонину Пию помогали пять известных юристов того времени: Луций Фульвий Эбурний Валент, автор правовых трактатов; Луций Волузий Мециан, автор большой работы «Fidei Commissa» (Завещательные трасты); Луций Ульпий Марцелл, плодовитый писатель, и два других деятеля. Его правление застало появление «Институций» юриста Гая — элементарного правового пособия для начинающих. Некоторые из этих юристов принадлежали к школе прокулианцев, как Ульпий Марцелл, другие — к сабинианцам, как Валент, так что решения императорского консилиума представляли собой компромисс между двумя противоположными школами.
Уже в то время было видно, что появилась тенденция облегчения положения рабов, и эту тенденцию усердно поддерживал Антонин Пий. Принцепс предпринял некоторые меры для облегчения процедуры освобождения рабов. По приказу императора убийство господином своего раба было приравнено к обыкновенному убийству. Кроме того, появилось важное постановление, что рабы, искавшие убежища в храмах, у статуй императоров от гнева своих господ, не возвращались бывшим хозяевам. В уголовном праве Антонин Пий ввёл важный принцип, что обвиняемые не должны рассматриваться как виновные до судебного процесса. Он также утвердил понятие, что суд и приведение приговора в исполнение должны состояться там, где было совершено преступление. Кроме того, император смягчил пытки при допросе рабов и запретил их применение на детях в возрасте до четырнадцати лет, хотя из этого правила были исключения. Им же был введён новый закон о наследовании, в который было включено рассмотрение пожеланий дочери при заключении брачного договора.
Законы Антонина, некоторые из которых цитируются дигестами византийского императора Юстиниана I, были для тех времён достаточно гуманными, что объясняется влиянием стоицизма и греческой философии. Антонин также уделял внимание сословному делению. Во времена империи почётные граждане делились на два класса, honestiores и humiliores, люди высших и низких званий соответственно. Критерием этого различия являлось, главным образом, богатство. Honestiores были богатыми, а humiliores бедными. При Антонине это неписаное правило стало законом.

#### Строительная деятельность
Строительная деятельность Пия по сравнению с его предшественниками была не столь плодовита. Антонин завершил строительство Мавзолея Адриана неподалёку от Тибра, построил храм в честь божественного Адриана на Марсовом поле и Фаустины на форуме. Кроме того, он отреставрировал старый свайный мост в Риме, «Pons Sublicius», Грекостадиум и Колизей. Император, возможно, внёс некоторые исправления в конструкцию здания римского Пантеона, потому что историк Юлий Капитолин упоминает восстановление храма Агриппы, но текст может быть повреждён; в то же время произошло восстановление храма Божественного Августа в Риме, что было отмечено на монетах.
Вне столицы Антонин активно занимался ремонтом дорог. Примером тому служит восстановление Эмилиевой дороги в 143 году, строительство дорог в Нарбонской Галлии. По сообщению Павсания, во время правления Антонина Пия было построено несколько храмов неподалёку от Эпидавра. Отреставрирован был порт в Александрии, восстановлены Фарос, гавань в Кайете, Террацинская гавань, построены бани в Остии на выделенные по завещанию Адриана 20 тысяч сестерциев, водопровод в Анции, а также несколько храмов в родном городе императора Ланувии.

#### Экономическая деятельность
При вступлении на престол император отменил целиком для жителей Италии и наполовину для провинциалов налог, назначенный по поводу его усыновления. Когда супруга императора Фаустина скончалась в 141 году, это стало большим ударом для императора, который глубоко её любил, как мы знаем из его собственных слов. Сенат её обожествил, устроив в честь покойной цирковые игры, построил храм и назначил в него служительниц. В Сардах был основан культ Фаустины и Артемиды. Кроме того, была отчеканена серия монет с портретом Фаустины и создан благотворительный фонд для помощи девочкам-сиротам Италии, названный «Фаустининские девочки» (лат. Puellae Faustinianae). На выпущенных монетах времён Антонина изображались преимущественно порты, мосты, бани и амфитеатры. Император приказал своим прокураторам проявлять умеренность при сборе налогов, а с тех, кто превышал допустимую меру, он требовал отчёта о совершённых ими действиях. Он был всегда готов прислушаться к жалобам, поданным провинциалами на своих прокураторов, и любого виновного принуждал вернуть награбленное их владельцам.
В 148 году в Риме были отмечены 900-летие со дня основания города и десятилетие правления Антонина Пия. В честь этих событий в столице были организованы великолепные игры, которые продолжались в течение нескольких дней; во время игр было убито множество экзотических животных, в том числе слоны, жирафы, тигры, носороги, крокодилы и гиппопотамы. Народу раздавались подарки. Была выпущена серия монет, где отмечались происхождение римлян от троянцев, латинян, сабинян и заслуги богов, защищавших город. Монеты, темы которых связаны с Энеем, Ромулом, Нумой Помпилием и Октавианом Августом, косвенно называли Антонина преемником этих четырёх правителей. В связи с расходами на празднества император понизил количество серебра в денарии с 89 % до 83,5 %, то есть фактическая масса серебра уменьшилась с 2,88 грамма до 2,68 грамма. Ущерб имперской казне также наносили массовые стихийные бедствия, разорявшие чуть ли не целые провинции. На островах Эгейского моря и в Малой Азии произошёл ряд землетрясений. От опустошительных пожаров пострадали такие крупные города, как Рим, Нарбонна, Антиохия, Карфаген.
Император использовал собственные средства для распределения масла, зерна и вина бесплатно во время голода, помогал восстанавливать Рим, пострадавший в результате пожара, а также оказывал помощь провинциям. Известно, что к моменту смерти Антонина в 161 году в римской казне находилась огромная сумма в 675 миллионов денариев.

#### Религиозная политика. Отношение к христианам

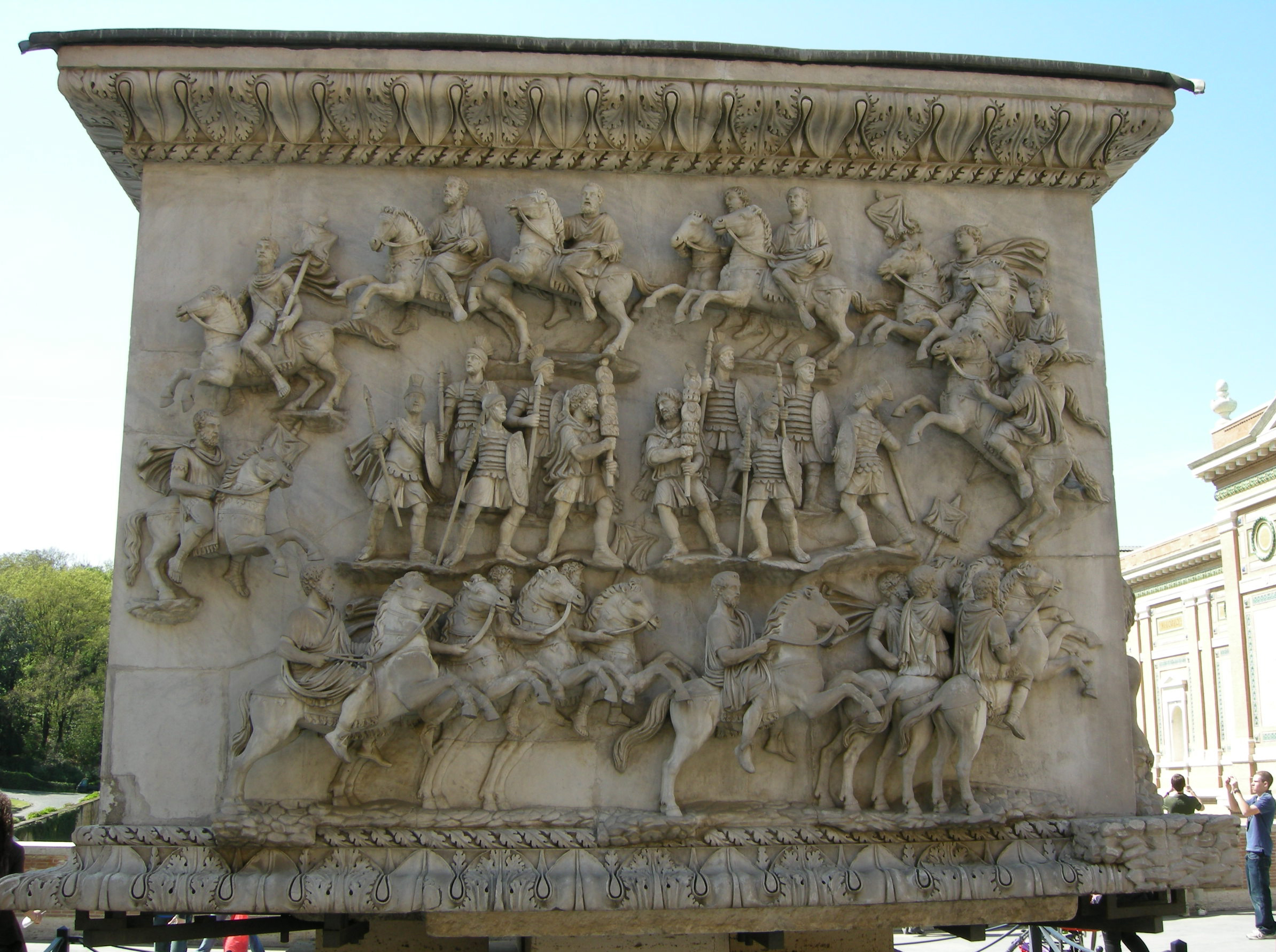
Основание колонны Антонина Пия

В отличие от своих двух предшественников, Траяна и Адриана, Антонин Пий был глубоко религиозным человеком и поклонялся только исконно римским богам. Однако, несмотря на это, император практически не преследовал христиан, но и не отменил запрета на их организацию.
Однако историки церкви И. Гапонов и А. Лебедев приписывают Антонину Пию приказ, направленный в Азию, который облегчал положение христиан, а в качестве доказательства приводят этот приказ, который якобы сохранился у Юстина. Но, по всей видимости, этот рескрипт представляет собой позднюю вставку. Во времена Антонина преследования проводились в Ахайе, где был убит епископ Афинский Публий. На эпоху его правления приходится мученичество трёх христиан — Птолемея и двух мирян, носивших одинаковое имя Лукий. Птолемей был обвинён в том, что якобы способствовал переходу жены одного знатного римлянина в христианство. А два Лукия попытались опротестовать решения суда по делу Птолемея, за что и погибли. Евсевий Кесарийский рассказывает, что при Антонине во время гонений в Азии умер мученической смертью из-за бунта простого населения глава Смирнской церковной общины епископ Поликарп. В целом правительство Пия продолжало следовать политике невмешательства Траяна и Адриана. Христианина власти не преследовали, если у них не имелось против него какого-либо конкретного обвинения.
Антонин старался начать религиозное возрождение, которое было бы направлено на возвращение старого республиканского духа почтения к богам греческой и римской мифологии. Император хотел возродить неприхотливость предпочтений эпохи раннего Рима. Кроме того, тот факт, что девятисотлетие Рима пало на правление Антонина, дал возможность напомнить народу о религиозных верованиях ранней Республики. На протяжении правления Антонина чеканились монеты, иллюстрировавшие эпизоды старой мифологии и особенно деяния Геракла в Италии .
Кроме того, такие освящённые веками религиозные корпорации, как арвальские братья, получили большую поддержку и заняли особое место в правление Пия. Можно, конечно, считать случайным обстоятельством, но некоторые из наиболее важных надписей, связанные с арвальскими братьями, относятся к эпохе Антонина Пия. Но, как считал историк Э. Брайант, это связано с тем, что записи актов арвальских братьев особенно бережно хранились в то время. Однако попытки возрождения старой религии были обречены на провал. Всё больше людей обращалось к культам Великой Матери и Митры.

### Внешняя политика
Несмотря на имперскую пропаганду, которой отмечалось мирное римское царство, правление Антонина не обошлось без внутренних и внешних конфликтов. Его правление было самым мирным за всю историю принципата, основным средством разрешения споров была дипломатия. Антонин Пий не был военачальником, и он не имел никакого опыта в военном деле, а все войны вёл через своих легатов. Командованием армией в тот момент заведовал префект претория Марк Гавий Максим, занимавший этот важный пост почти весь период правления Антонина — 20 лет (со 138 по 158 год). Армия по-прежнему играла значительную роль в империи, её задачами были расширение и защита государства.
Императорские легаты увеличили плату легионерам, но ограничили права военно-морского флота и моряков-ауксилиев. С этого момента дети солдат, не имевших римское гражданство, получали его только после того, как они сами запишутся в легион. Это побудило жителей становиться легионерами.

#### Поход в Южную Шотландию

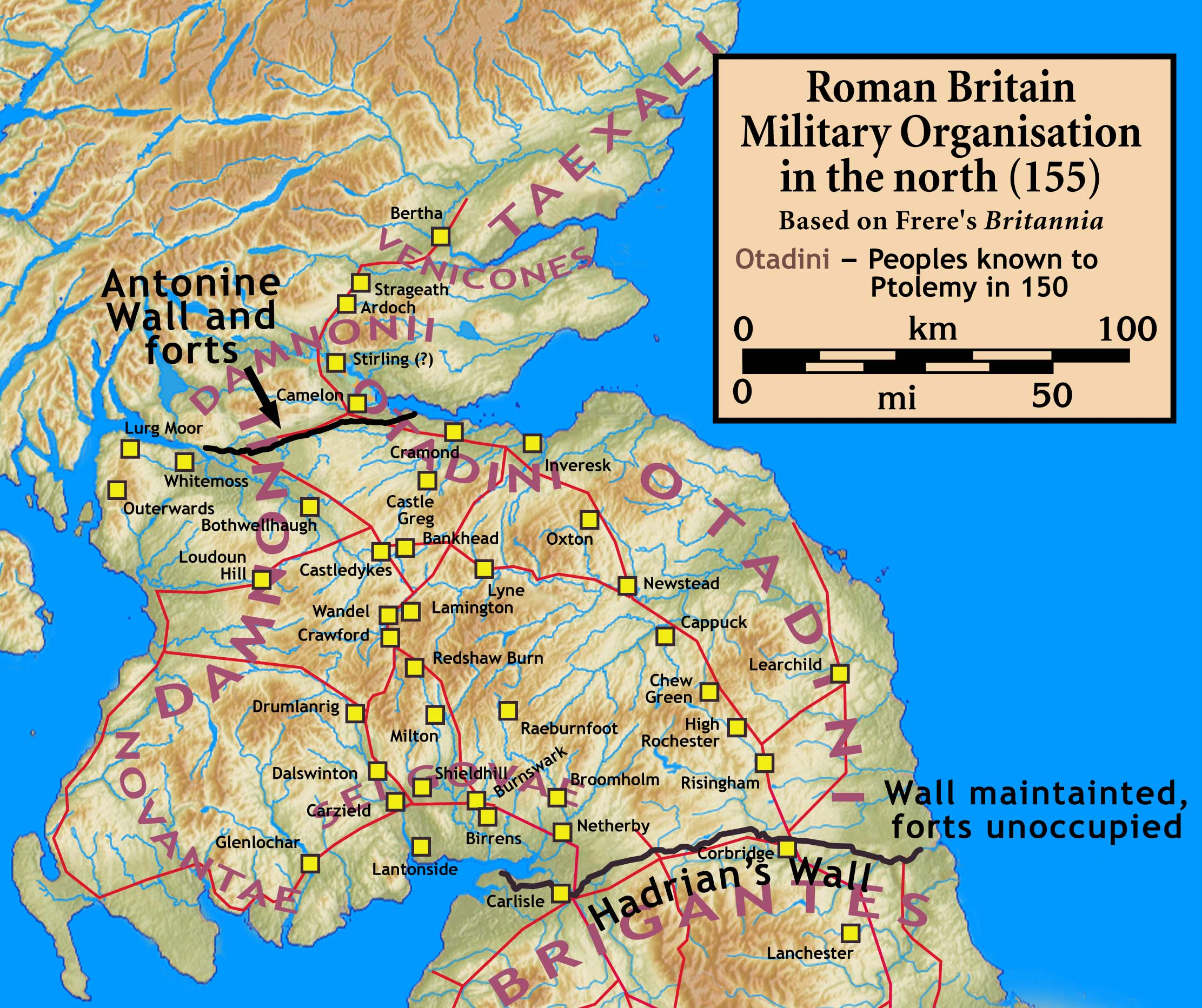
Римская Британия в правление Антонина Пия

Военная деятельность римлян, показанная в Британии, была противопоставлена бездействию в остальных провинциях империи. Тут политика разительно отличалась от политики предшественника Антонина Адриана, по приказу которого был возведён носивший его имя вал. В 139 году император назначил на пост легата провинции Британия Квинта Лоллия Урбика. До этого Урбик участвовал в подавлении восстания Бар-Кохбы под начальством Юлия Севера, затем, после исполнения обязанностей консула в 135 году, был наместником Нижней Германии. В 140 году в провинции вспыхнуло восстание племени бригантов, которое было подавлено. После Урбик начал активные наступательные действия в Северной Британии. Точные причины кампании неизвестны, но это могло быть желание Антонина иметь славу завоевателя. Легат одержал ряд побед и продвинул имперскую границу вглубь острова. В 142 году началось строительство оборонительного вала в самом узком месте между заливами Ферт-оф-Форт и Ферт-оф-Клайд, представлявшего собой 58-километровую стену из торфа, стоявшую на фундаменте из булыжников шириной 4,3 метра и возвышавшуюся над глубоким рвом. Основные работы велись силами солдат трёх римских легионов: XX Победоносного Валериева, VI Победоносного и II Августова. К югу от стены проходила военная дорога, вдоль которой находились через каждые две мили небольшие форты с гарнизонами, окружённые насыпями и канавами.
Эти достижения побудили Антонина Пия принять в 142 году, возможно в конце года, почётный титул «Imperator II». Однако завоёванные территории не оставались спокойными. В 154 году вспыхнуло восстание, зачинщиком которого стало племя бригантов, что повлекло за собой временный отвод части армии от вала Антонина, а в результате часть оборонительных сооружений была разрушена восставшими. Надпись из Тенеста рассказывает о прибытии в Британию подкреплений из Германии при наместнике Юлии Вере. Вполне вероятно, что именно эти события подтолкнули Антонина к решению о переселении большей части населения из местности между двумя валами в Германию на берег реки Неккар для защиты тамошних границ империи. Энергичная политика Антонина в Британии обеспечила этой провинции мир и процветание в течение шестидесяти лет. Этот факт позволяет предположить, что если бы император проводил такие же кампании на дунайской и восточной границах, то это позволило избежать неприятностей его преемнику. При Марке Аврелии, приблизительно в 160-х годах, вал Антонина был оставлен, хотя римская власть над некоторыми крепостями сохранялась ещё до конца 170-х годов.

#### Рейнская и дунайская граница
Около 155 года граница верхнегерманско-ретийского лимеса была продвинута на 30 миль к востоку от северной части оборонительных укреплений римлян. Старая граница проходила по реке Майн вдоль Викус Алисиненсиум и реки Неккар, а новая через Мильтенберг-Ост и Вельзеум. Для усиления обороны наместник Верхней Германии Гай Попилий Кар Педон построил новые укрепления в районе Декуматских полей, такие как деревянные и каменные башни. Нет никаких сведений о том, что эти земли были завоёваны. Вполне возможно, что причиной их занятия были не военные, а экономические, так как эта территория имела большое сельскохозяйственное значение. Рецийская граница тоже была продвинута. Отряды, стоявшие в Аквилее, были переведены в центр новой области — Аален. Это было последнее расширение рецийских территорий. Там были построены новые поселения и дороги. Известно, что дунайские племена квадов получили нового царя с согласия Антонина Пия, что было отмечено монетами с надписью «REX QUADIS DATUS» («Царь, данный квадам»), которые чеканились в период со 140 по 144 год.
Пересёкшая дунайскую границу банда костобоков, которая дошла до Элатеи в Фокиде, была разгромлена. Это событие известно из трудов географа Павсания. Однако к данному сообщению следует подходить с подозрением, почти невероятно, что северные племена могли вторгнуться в такую центральную провинцию Римской империи, как Ахайя. Но вполне возможно, что рейд был слишком неожиданным, и римские войска не успели на него отреагировать. Такое вторжение, если оно действительно имело место, грозило большим беспокойством для государства в будущем.

#### Конфликт с маврами и беспорядки в Испании

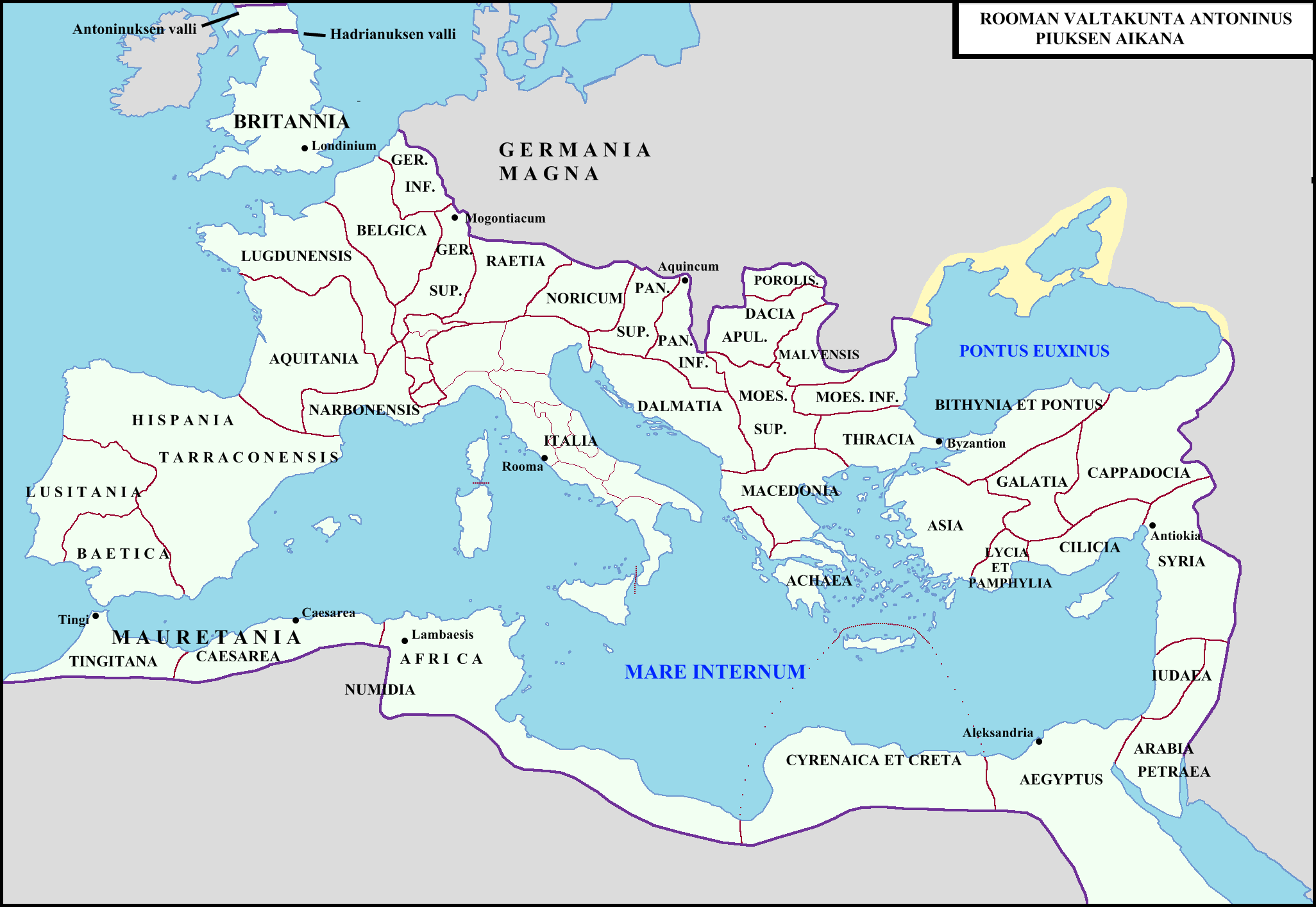
Римская империя в правление Антонина Пия

Между 144 и 152 годами мавры вторглись в североафриканские провинции Мавретанию Цезарейскую и Мавретанию Тингитанскую. Вместе с ними напали и банды мародёров. Конфликт достиг своего пика в 145 году, когда в Мавретанию была прислана помощь из ряда европейских провинций, а вместо обыкновенного прокуратора Антонин Пий назначил управлять обеими провинциями сенатора. В результате были построены новые укрепления и отремонтированы старые. В Нумидии римляне построили новую дорогу в Ламбезе, расположенный в горах Аурес, где находился лагерь бандитов. Работы были выполнены подразделениями VI Железного легиона под руководством нумидийского наместника Прастины Мессалина. Известно также о некоем Юлии Сенексе, который боролся с разбойниками, промышлявшими на дорогах. В то же время или чуть позже было начато строительство акведука, который был предназначен для поставки воды в Ламбез с близлежащих холмов. Но работы велись медленно из-за угрозы нападения бандитов. В результате акведук был ещё не завершён в 152 году, хотя в Ламбезе дислоцировался легион для защиты района. В Мавретании город Колония Элия Августа был хорошо укреплён и стал базой для ведения войны против мавров. О конфликте с маврами античные источники сохранили скудную информацию. Известна, например, надпись, сообщающая об участии паннонских отрядов в «экспедиции в Мавретанию Цезарейскую» (лат. expeditione ad Mauritania Caesariensis) или о префекте вспомогательных войск Тите Варии Клементе из Испании. К 150 году конфликт был практически завершён. Приблизительно 150 мавров-сектантов были отправлены в ссылку к дальним западным рубежам государства.
По сообщению Остийских фаст, в сентябре 145 года Корнелий Присциан на заседании сената был признан виновным в подстрекательстве к беспорядкам в Испании. «История Августов» содержит краткое упоминание об этом событии: «Погиб и Присциан, обвинённый в стремлении к тирании, но добровольной смертью», добавив, что император запретил любое расследование, связанное с этим инцидентом. По той же причине и с теми же последствиями был осуждён и консул 127 года Тит Атилий Руф Тициан. Вполне возможно, что эти люди были вовлечены в заговор, целью которого было свержение Антонина Пия. Возможно, что Присциан делал попытку к этому с помощью проходивших через Испанию в Мавретанию войск.

#### Восстания в Греции, Египте и Иудее
Известно, что в правление Антонина Пия в греческой провинции Ахайя было поднято восстание, которое было подавлено, но о его подробностях практически ничего неизвестно. В Египте введение повинностей в виде тяжёлых принудительных работ привело к тому, что местные жители начали бросать насиженные места. В конце концов всё это завершилось беспорядками и вылилось в вооружённое восстание в 152—153 годах, во время которого был убит наместник провинции Динарх. Из-за этого император даже был вынужден покинуть Италию. Император посетил, вероятно, в 154 году Александрию и сирийскую Антиохию. Однако восстание не было сильным, и местной египетской армии, состоявшей из II Неустрашимого Траянова легиона и вспомогательных частей, вскоре удалось разгромить повстанцев. События в Египте отразились на доставке в Рим зерна, что вызвало волнения столичных жителей. Чтобы успокоить население, Антонину пришлось устроить раздачу провианта за свой счёт. После завершения восстания в Александрии было возведено несколько зданий. В Рим Антонин вернулся в конце 157 года. По сообщению Иоанна Малалы, он побывал в Лаодикее, Кесарии и Гелиополе.
В 152 году в Иудее вспыхнуло восстание, информация о котором мала. В связи с этим император изменил закон (однако не отменил его полностью) Адриана, который запрещал делать обрезание. Также император разрешил евреям исповедовать их религию, однако поставил им условие, чтобы они отказались от вербования прозелитов. Он разрешил евреям обрезать своих сыновей, но не позволял им придавать этому обычаю церемониальный характер, тем самым ослабив позиции иудаизма, соперничествовавшего с распространявшимся христианством. Далее, для укрепления мер, по которым иудеям под страхом смертной казни было запрещено входить в Иерусалим, вокруг города были усилены военные посты. Известно также о том, что как только в Иудее узнали, что императором стал Антонин Пий, они тотчас же отправили посольство во главе с раввином Иудой бен-Шамуею с ходатайством об улучшении их положения. Благодаря покровительству одной влиятельной матроны послы удостоились благосклонного приёма у императора. В августе 138 или 139 года император разрешил предать погребению всех еврейских солдат и мучеников, которые пали в битве с римлянами в правление Адриана и которых под страхом строжайшего наказания запрещено было хоронить.

#### Восточная граница: Армения и Парфия

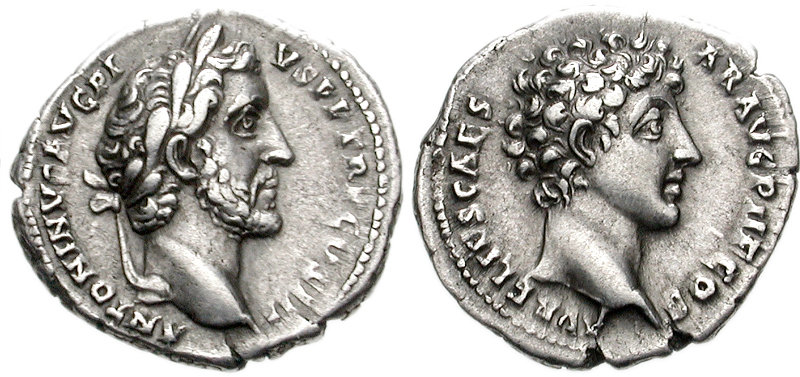
Денарий Антонина Пия и его наследника Марка Аврелия

Во внешней политике, касавшейся восточных государств, Антонин Пий старался сохранить мир. В его правление иберийский царь Фарсман II посетил вместе с женой Рим, где был принят с почётом императором, который подарил ему некоторые земли. В Лазике по велению императора правителем был назначен Пакор. Царь был дан и колхам. Осроенского царя Абгара Антонин заставил одним своим авторитетом отступить от восточных границ империи, после того как тот разбил нескольких приграничных мелких правителей. Майкл Грант полагает, что этим царём был Абгар VIII, но есть также предположение, что им мог быть Абгар VII, который погиб или был вынужден бежать из своей столицы Эдессы от Траяна в Парфию во время войны с римлянами. Но, скорее всего, это был Ману VIII, правивший в 139—163 и 165—177 годах. Известно, что парфянский царь Вологез III подготавливал войну против Римской империи при Антонине, но начал её только при преемниках Пия Марке Аврелии и Луции Вере. Причиной тому было желание вернуть под парфянское владычество армянский престол. Однако со стороны римлян был встречен категоричный отказ, и парфяне начали нападать на соседние с Арменией земли.
Только в конце своего правления Антонин Пий решил устроить поход против Парфянского царства. Найденная в среднеиталийском городе Сепинуме надпись рассказывает, что император отправил своего легата Луция Нерация Прокула в Сирию с подкреплением и поручением подготовить войну против Парфии (лат. ob bellum Parthicum). Известно, что Антонин предотвратил нападение парфян на Армению и отбил несколько набегов аланов. В Боспорском царстве царём он поставил Реметалка, а в Ольвию посылал помощь против тавроскифов (возможно, под этим названием имелись в виду аланы). Тавроскифы были разбиты, и у них в качестве залога будущего мира были взяты заложники. Всё это свидетельствует о том, что римляне продолжали внимательно следить за положением в этих регионах. По сообщению Псевдо-Аврелия Виктора, к Антонину присылали посольства из Индии, Гиркании и Бактрии.

#### Реформа дакийских провинций
Антонин Пий предпринял осторожный подход к защите провинции. Большое количество мильных камней, датируемых его правлением, показывают, что император был особенно обеспокоен состоянием дорог. Найденные кирпичи показывают, что амфитеатр в Ульпии Траяне Сармизегетузе, построенный в первые годы существования колонии, был отремонтирован при Антонине. Кроме того, в то же время был перестроен и укреплён муниципиум Поролиссум.
После восстания, произошедшего около 158 года, Антонин Пий принял решение реформировать дакийские провинции. Иногда предлагается в качестве даты реформы 168 год, но, скорее всего, это произошло уже в 158 году. Реформа проводилась дакийским наместником Марком Стацием Приском. Дакия Поролисская со столицей в Поролиссуме была оставлена без изменений. Верхняя Дакия была переименована в Дакию Апулейскую (территория современного Баната) со столицей в Апулуме, а Нижняя Дакия была преобразована в Дакию Мальвскую (территория современной Олтении) со столицей в Ромуле. В соответствии с ранними реформами Адриана каждая провинция управлялась прокуратором из сословия всадников, а все они были подчинены наместнику Дакии Апулейской. Всё это было сделано, чтобы осуществлять более тщательный контроль за данной областью. Известно также о том, что был разгромлен отряд сарматов, который, по-видимому, позвали на помощь восставшие даки.

## Внешность и личные качества

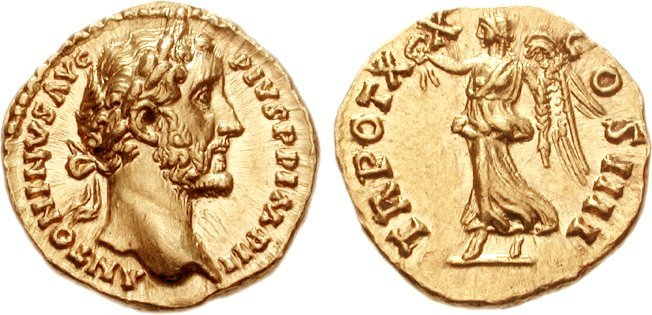
Изображение Антонина Пия на ауреусе

Вот что сообщала «История Августов» о внешности Антонина Пия:
«Высокий рост придавал ему представительность. Но так как он был длинным и старым, то стан его согнулся, и он, чтобы ходить прямо, привязывал себе на грудь липовые дощечки».
Аврелий Виктор так писал об императоре:
«Он был настолько справедлив и обладал таким добрым нравом, что ясно этим доказал, что ни мир, ни продолжительный досуг не портят некоторых характеров и что города могут благоденствовать, если только управление их будет разумно».
Антонин Пий был вторым императором после Адриана, носившим бороду. Одним из наилучших его портретов является байский бюст в Национальном музее в Неаполе, который датируют первыми годами его правления. Император изображён в плаще, накинутом поверх доспехов и скреплённом на правом плече застёжкой. Особенно подчёркнуты спокойствие и сдержанность, благородная и представительная внешность. Идеализация образа правителя согласуется с реалистической передачей черт лица — глубоко посаженных, притенённых глаз, немного впалого рта с выдающейся верхней губой и довольно сильно выступающего подбородка.

## Смерть. Итоги правления

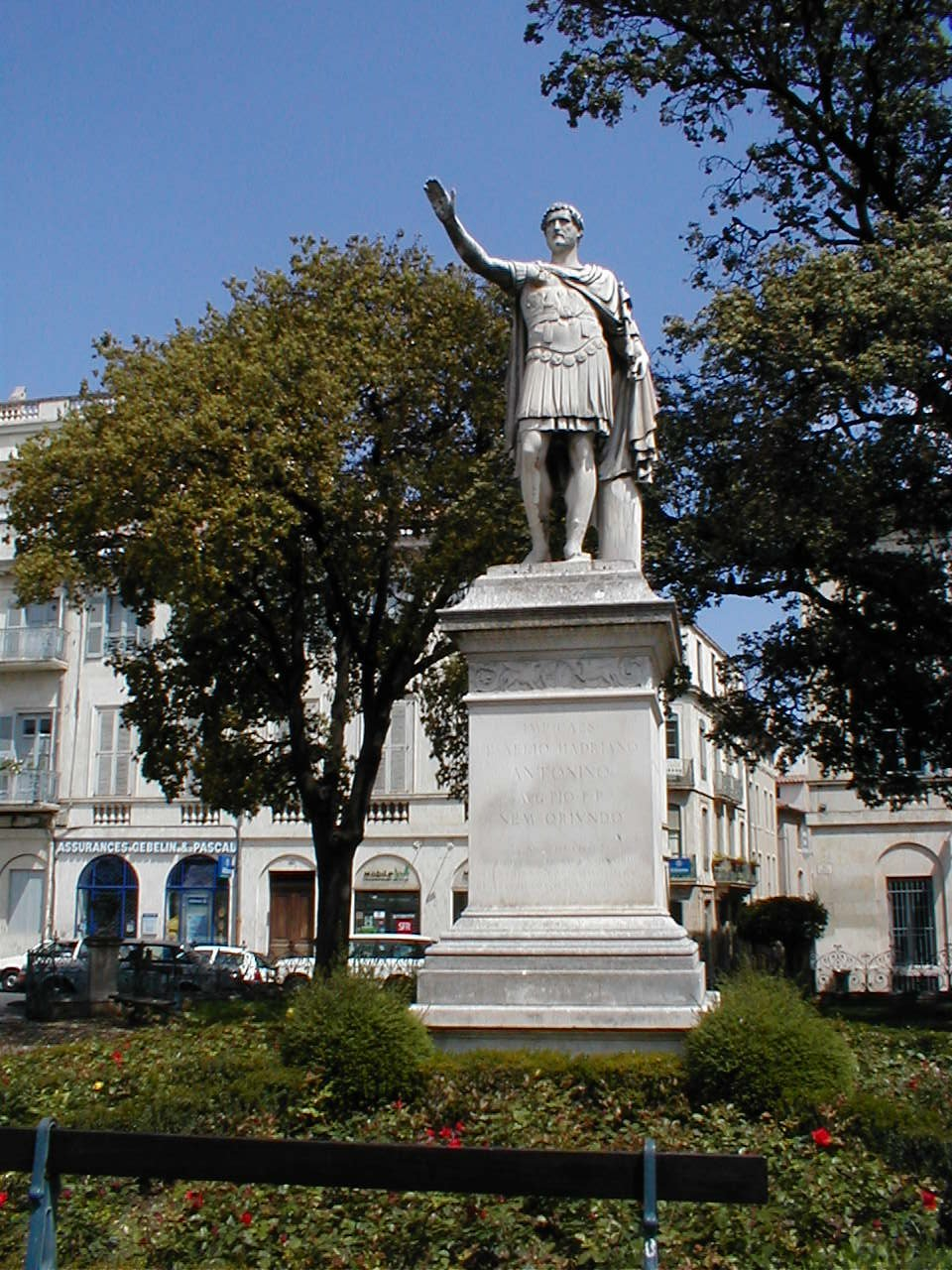
Статуя Антонина Пия в Ниме

Антонин Пий скончался на своей вилле в Лориуме от лихорадки 7 марта 161 года на 75-м году жизни. Перед смертью император собрал двух префектов претория, Луция Фабия Викторина и Секста Корнелия Репентина, и в их присутствии назначил Марка Аврелия своим преемником, однако ни разу не упомянул Луция Вера. Затем приказал убрать золотую статую Фортуны, стоявшую в императорской опочивальне, и передать её Марку как преемнику. Трибуну преторианской когорты он дал пароль «самообладание» (лат. aequanimitatis), а затем, повернувшись, умер. Его конец, как говорит историк Квадрат, был самым мирным — как сладкий сон.
В Риме были устроены пышные похороны, на Марсовом поле сложили погребальный костёр, в центре которого лежал император в колеснице. Как только костёр был подожжён, выпустили орла, что символизировало обожествление умершего императора. Потом Марк и Луций произнесли надгробные речи на Форуме. Битвы гладиаторов в Колизее были неотъемлемой частью торжеств. Позже в честь Антонина была построена триумфальная колонна (на основании которой изображён апофеоз Фаустины и Антонина), а храм Фаустины был переосвящён как храм Антонина и Фаустины.
Антонина Пия историки иногда называют вторым Нумой Помпилием. Отличительной чертой правления обоих была любовь к религии, справедливости и миру. Но Антонин, в отличие от Нумы, располагал более обширной территорией для осуществления этих добродетелей. Нума мог разве что предотвратить грабежи окрестных деревень, а Антонин установил порядок и спокойствие на землях от Испании до Сирии. В целом правление Пия можно назвать «золотым веком» Римской империи. Историк Эдвард Гиббон в своём труде «История упадка и разрушения Римской империи» включает Антонина в состав пяти хороших императоров. Однако некоторые историки, в частности Энтони Бирли, подвергали Антонина критике за его чрезмерную пассивность. Он не уделял достаточного внимания поддержанию боеспособности армии, последствия чего проявились при правлении его преемников. Согласно мнению историка Д. Б. Бьюри,
«…как бы высоко ни ставить его добродетель, Антонина нельзя никоим образом назвать выдающимся государственным деятелем. Спокойствие, которым империя наслаждалась под его властью, достигнуто было исключительно стараниями Адриана, и отнюдь не его собственными усилиями; с другой стороны, в своих стараниях сохранить мир любой ценой он зашёл так далеко, что после его смерти это вылилось для империи в череду несчастий. В его стиле правления не было ни особой оригинальности, ни новизны, более того, у него не достало даже проницательности или смелости, чтобы развить то, что было ранее намечено Адрианом».
Приёмный сын Антонина и его наследник Марк Аврелий с большим уважением отзывался о нём в своих «Размышлениях».
Греческий философ II века Элий Аристид в восторженных тонах охарактеризовал Рим эпохи правления Антонина:
«Лучше всех вы доказали расхожее мнение, что земля — мать и общая отчизна всех людей. Ныне действительно и грек, и варвар легко может странствовать как со своим добром, так и без него, куда пожелает, как если бы он просто переходил из одного отечества в другое. И его не пугают ни Киликийские ворота, ни узкие песчаные дороги сквозь Аравию к Египту, ни неприступные горы, ни бескрайние реки, ни дикие племена варваров. Ибо для безопасности ему достаточно быть римлянином, а точнее, одним из тех, кто живёт под вашей властью».